# Trentepohlia costofimbriata
Trentepohlia costofimbriata là một loài ruồi trong họ Limoniidae. Chúng phân bố ở miền Australasia.